# Уиттл, Рики
Ри́ки Уи́ттл (англ. Ricky Whittle, род. 31 декабря 1981, Олдем) — британский актёр и модель. Уиттл был игроком в регби, прежде чем начал свою карьеру в качестве фотомодели, параллельно с этим пытаясь найти работу на британском телевидении. Он получил известность благодаря ролям в британских мыльных операх «Команда мечты» и «Холлиокс». После роли в «Холлиокс» Уиттл ежегодно входил в список самых сексуальных мужчин мыльных опер по версии British Soap Award. В 2009 году он занял второе место в британской версии шоу «Танцы со звездами».
В 2011 году Уиттл покинул «Холлиокс» и переехал в США, где вскоре получил второстепенную роль в сериале VH1 «Свободные леди». В 2014 году он начал сниматься в сериале The CW «Сотня», а затем получил роль нового любовного интереса персонажа Рошелль Эйтс в сериале ABC «Любовницы».

## Фильмография
| Год       | Название на русском        | Название на английском | Роль               | Примечания                                                              |
| --------- | -------------------------- | ---------------------- | ------------------ | ----------------------------------------------------------------------- |
| 2002—2007 | Команда мечты              | Dream Team             | Райан Нейсмит      | Регулярная роль, 77 эпизодов                                            |
| 2004      | Холби Сити                 | Holby City             | Дэвид Ричардс      | Эпизод «You Can Choose Your Friends»                                    |
| 2006—2011 | Холлиокс                   | Hollyoaks              | Кэлвин Валентайн   | Регулярная роль, 240 эпизодов                                           |
| 2011      | Гламурное такси            | Candy Cabs             | Эдди Шеннон        | Эпизод 1.2                                                              |
| 2011      | Теряя Сэм                  | Losing Sam             | Сэмюэль            | Короткометражный фильм                                                  |
| 2012      | Свободные леди             | Single Ladies          | Чарльз             | Второстепенная роль, 8 эпизодов                                         |
| 2013      | Остинленд                  | Austenland             | Капитан Джордж Ист |                                                                         |
| 2013      | Морская полиция: Спецотдел | NCIS                   | Линкольн           | Эпизод «Detour»                                                         |
| 2014—2015 | Любовницы                  | Mistresses             | Даниэль Замора     | Второстепенная роль, 10 эпизодов                                        |
| 2014—2016 | Сотня                      | The 100                | Линкольн           | Второстепенная роль (сезон 1) Регулярная роль (сезоны 2-3), 27 эпизодов |
| 2017—2021 | Американские боги          | American Gods          | Тень Мун           | Регулярная роль                                                         |
| 2024      | Территория зла             | Land of Bad            | сержант Бишоп      |                                                                         |
| 2025      | Новичок                    | The Rookie             | Микки              | Эпизод «The Mickey»                                                     |